# 西奧布羅馬 (朗多尼亞州)
10°14′20″S 62°21′30″W / 10.23889°S 62.35833°W
西奧布羅馬（葡萄牙語：Theobroma），是巴西的城鎮，位於該國西北部，由朗多尼亞州負責管轄，始建於1992年2月13日，面積2,197平方公里，海拔高度125米，2010年人口10,644，人口密度每平方公里4.84人。